# El loto amarillo
«El loto amarillo» —título original: «The Yellow Lotus»—  es el segundo episodio de la trigésimo sexta temporada de la serie de televisión animada estadounidense Los Simpson, y el 770 en total. Se emitió en Estados Unidos en Fox el 6 de octubre de 2024. El episodio fue escrito por Loni Steele Sosthand y dirigido por Matthew Faughnan.
En este episodio, la familia Simpson va a un resort de lujo y se encuentra con Sideshow Bob. Chloe Fineman, Kelsey Grammer y Jay Pharoah actuaron como estrellas invitadas. El episodio recibió críticas mixtas.

## Trama
Homer y Marge están dándose un romántico baño en el océano a las afueras de un complejo turístico isleño llamado El Loto Amarillo cuando se encuentran con un cadáver.
Una semana antes, los Simpson llegan al complejo tras haber ganado suficientes puntos para utilizar una multipropiedad que Homer compró a Nick Callahan diez años atrás. Sin embargo, la empresa de multipropiedad ya no es la propietaria del complejo, pero sus puntos son válidos para una estancia de veinte minutos. Su habitación se la dan al Dr. Hibbert, que pide una habitación sin minibar porque su mujer Bernice es alcohólica en recuperación, pero en secreto abusa de los medicamentos recetados. Mientras los Simpson esperan para marcharse, se fijan en Tasha, que ha solicitado tres suites contiguas para ella, su marido y su equipaje. Se esconden en la suite de su equipaje para quedarse en el complejo, donde se enteran de que su marido es Sideshow Bob.
Bob propone un trato por el que les permite quedarse en la suite si no exponen su pasado a Tasha. Los Simpson aceptan si Bob no mata a Tasha. Bart, Lisa y Maggie juegan en la zona infantil y se hacen los mimados para mezclarse con los demás niños. Marge y Homer disfrutan del complejo y se esconden de la seguridad mientras se dan cuenta de que nadie en el complejo es feliz excepto ellos. Preocupada por Tasha, Marge le advierte sobre Bob, por lo que éste llama a seguridad para que detenga a Marge y Homer. Mientras huyen, se cruzan con el Dr. Hibbert, que se está enfrentando a Bernice por sus drogas, y se encuentran con Nick Callahan intentando estafar a una pareja.
Marge amonesta a Callahan por venderles la multipropiedad y a los huéspedes del complejo por no apreciar dónde están. Seguridad atrapa a los Simpson, pero Marge y Homer deciden nadar en el océano mientras esperan un ferry que les lleve a casa. Arriba, en un globo aerostático, el Dr. Hibbert arroja los medicamentos de Bernice al océano, donde son consumidos por una nutria marina. Homer y Marge presencian a Bob y Tasha en lo alto de un acantilado donde él le regala un collar, pero ella le empuja por el acantilado hasta un camino inferior debido a su estado mental. Él se levanta con la ayuda de Sideshow Mel mientras se alejan para hacer algo. Mientras tanto, la nutria marina drogadicta ataca y mata a Callahan, cuyo cuerpo se acerca a Homer y Marge. Kent Brockman informa de la muerte de Callahan mientras es atacado por la misma nutria marina.

## Producción
El episodio es una parodia de la serie de televisión The White Lotus. El 8 de enero de 2024, el productor ejecutivo Al Jean confirmó el título y el código de producción del episodio. El episodio incluye una secuencia de títulos con música y letra cantadas por la compositora principal de la serie, Kara Talve. La secuencia es una parodia de la de la segunda temporada de The White Lotus. El personaje Nick Callahan apareció por primera vez en el episodio de la novena temporada «Realty Bites». Fue idea de la guionista Loni Steele Sosthand añadirlo al episodio.
Kelsey Grammer volvió a interpretar a Sideshow Bob. Chloe Fineman interpretó a su esposa Tasha. El antiguo showrunner de la serie, Mike Reiss, y su esposa hacen un cameo en la secuencia retrospectiva.

## Recepción

### Audiencia
El episodio obtuvo una audiencia de 0,23 y fue visto por 0,89 millones de espectadores, el programa más visto de Fox esa noche.

### Respuesta de la crítica
John Schwarz de Bubbleblabber calificó el episodio con un 7,5 sobre 10. Elogió el guion de Sosthand, que comentaba la multipropiedad y contrastaba el comportamiento de los Simpson con el de los otros invitados ricos. Sin embargo, no le gustó la sustitución de las voces del Dr. Hibbert y Drederick Tatum. Mike Celestino de Laughing Place pensó que el episodio tenía una «trama regular, pero algunos momentos para reírse a carcajadas», pero pensó que los espectadores que vieron The White Lotus podrían disfrutar más del episodio. Nick Valdez de Comicbook.com situó el episodio en el puesto 17 de su lista de todos los episodios de la temporada. Criticó la parodia de White Lotus y la trama de Sideshow Bob, afirmando: «Al final se revela que no estaba tramando nada, pero es una visión decididamente menos impactante del personaje que los fans han llegado a amar. Al final, simplemente está ahí».